# SN 2004fj
SN 2004fj – supernowa typu Ia odkryta 11 października 2004 roku w galaktyce A010951+0027. W momencie odkrycia miała maksymalną jasność 22,00m.